# Adam Władysławiusz
Adam Władysławiusz – polski poeta i tłumacz, papiernik krzeszowicki, żyjący na przełomie XVI i XVII wieku.
W latach 1604-1613 ogłosił kilkanaście utworów okolicznościowych, satyrycznych i panegirycznych, m.in.:
- Rozmowa młodzieńca z panną (Kraków, 1607) – zbiór pieśni
- Krotofile ucieszne i żarty rozmaite (przed 1609) – zbiór wierszy
- Katonowe wiersze parzyste – przekład
- Przygody i sprawy trefne ludzi stanu wszelakiego (Lubcza, 1613) – zbiór wierszy
- Frąc z intermedium Gretka – Urban – Orczykoś – dzieło umieszczone w indeksie ksiąg zakazanych, autorstwo Władysławiusza niepewne